# Црква Светих Врачева Козме и Дамјана у селу Новаке
Црква Светих Врачева Козме и Дамјана се налазила у селу Новаке, на територији општине Призрен, на Косову и Метохији. Припадала је Епархији рашко-призренске Српске православне цркве.
Црква је била посвећена Светим Врачима Козми и Дамјану, потиче из средњег века, а обновљена 1991. године.

## Разарање цркве 1999. године
Након доласка немачких снага КФОР-а, албанци су цркву демолирали и запалили. Покушано је и минирање гробова око храма.